# Niels Bukh
Niels Ebbesen Mortensen Bukh (15. juni 1880 i Snejbjerg, Herning – 7. juli 1950 i Egense) var en dansk gymnastikpædagog og højskoleforstander, hvis eftermæle præges af, at han samarbejdede med nazisterne.
Niels Bukh voksede op på Vallekilde Højskole, hvor hans far var lærer. Han tog selv lærereksamen 1912 og var samme år leder for sin gymnastiktrup ved OL i Stockholm 1912, hvor han fik sit internationale gennembrud som gymnastikleder.
Bukh var inspireret af Kaare Theilmann og den finske gymnastikpædagog Elli Björkstén. I årene 1914-1920 udviklede han svenskeren Pehr Henrik Lings gymnastik til sin egen mandsgymnastikstil, hvis mål var med at gymnastiske øvelser forebygge stivhed og uheldige kropslige vanestillinger især hos karlene på landet. Han grundlagde i 1920 Danmarks første idrætshøjskole, Gymnastikhøjskolen Ollerup på Fyn. Bukhs elitehold fra idrætshøjskolen var meget populære, også uden for Danmark. Ollerupgymnasterne rejste i 1920'erne og 1930'erne verden rundt til Japan, Sydafrika, Tyskland og Argentina. Han deltog også med et opvisningshold ved OL i Berlin 1936.
Efter Adolf Hitlers magtovertagelse i 1933 vakte det opsigt at Bukh åbent støttede til det nazistiske Tyskland. I 1939 bar Niels Bukhs gymnasiaster et hagekorsflag ind på Østerbro Stadion.
Efter Besættelsen kom Bukhs navn i vanry pga. beskyldninger mod ham for samarbejde med besættelsesmagten, som førte til, at han blev arresteret. På trods af disse vanskeligheder og homoseksuelle forhold fik han efter krigen genrejst idrætshøjskolen og genoptog udlandsrejserne. Han blev i 1944 godsejer efter at han havde købt den nærliggende herregård Løgismose.